# Robbie Earle
Robbie Earle, właśc. Robert Fitzgerald Earle (ur. 27 stycznia 1965 w Newcastle-under-Lyme) – piłkarz, reprezentant Jamajki w piłce nożnej, występował na pozycji napastnika. Karierę rozpoczynał w Anglii w 1982 roku w klubie Port Vale F.C. W 1991 przeszedł do Wimbledon F.C. Brał udział w Mistrzostwach Świata w Piłce Nożnej w 1998 roku. W wieku 35 lat zmuszony był zakończyć swoją karierę z powodów zdrowotnych. Obecnie pracuje jako komentator sportowy. Jego rodzice zginęli w wypadku samochodowym gdy miał 17 lat. W 1999 otrzymał Order Imperium Brytyjskiego za zasługi dla piłki nożnej.
W Premier League rozegrał 283 spotkania i zdobył 59 bramek.